# 日本における売買春

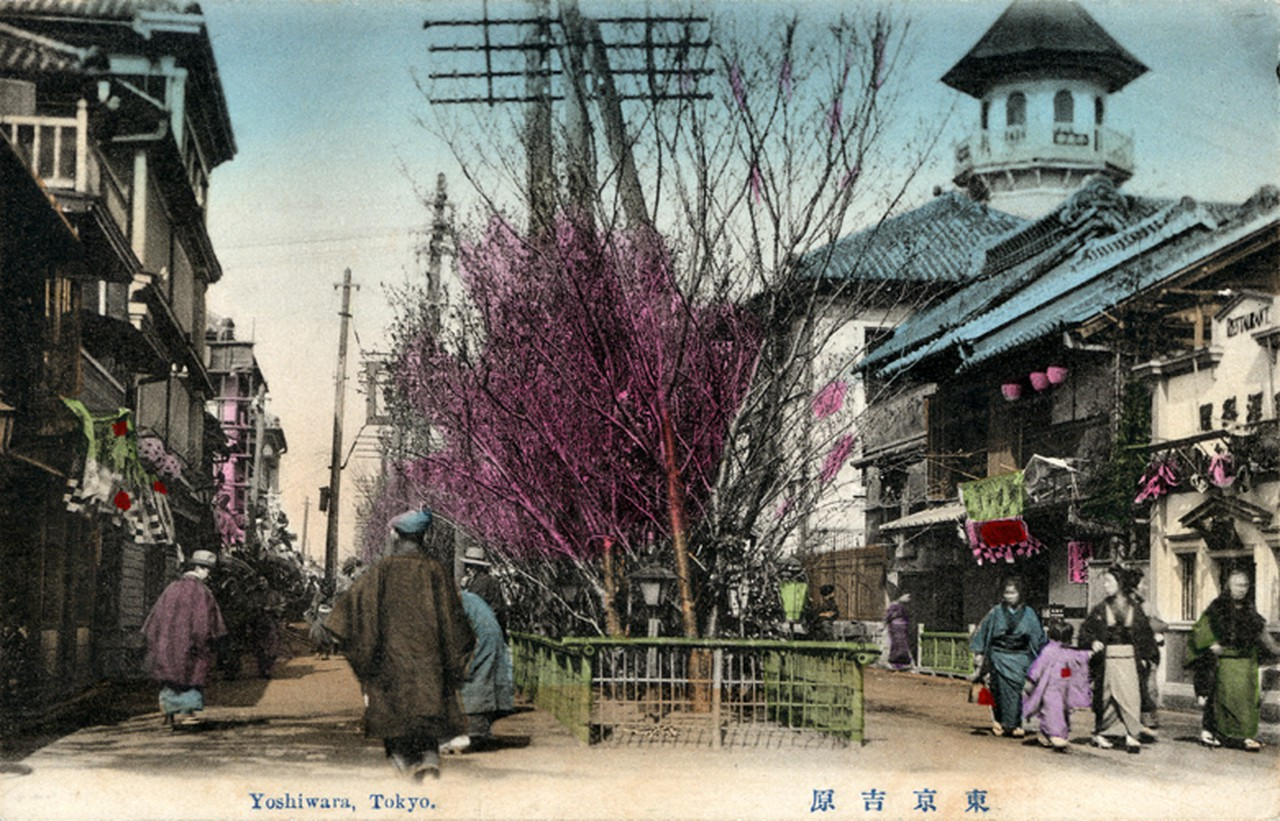
東京の吉原遊廓を描いたアンティーク葉書

1890年頃の日本における売春、日下部金兵衛撮影

日本における売買春（にほんにおけるばいばいしゅん）では、日本の歴史を通して存在している日本の売買春について述べる。1956年に制定された売春防止法は「何人も、売春をし、又はその相手方となつてはならない」と定めているが、この法律の抜け道と厳格でない解釈、（主に警察による）ゆるい施行によって、国のGDPの0.4から0.5%に相当する年間推定2兆3千億円にも上る性風俗関連特殊営業名目での性産業が許されている。
日本では、「性風俗関連特殊営業（=表向きの「性産業」）」は売買春と同義ではない。日本の法律が売買春を「対償を受け、又は受ける約束で、不特定の相手方と性交すること」（※注：ここで性交は性交類似行為を含まない。）と定義しているため（売春防止法2条）、ほとんどの性風俗店が（表向きには）性交を伴わないサービス（要するに性交類似行為等）のみを営業で提供している。
『Pink Box:Inside Japan's Sex Clubs』の著者であるジョアン・シンクレア（Joan Sinclair）は、日本の性産業は皮肉にも「セックス以外の想像できる限りの全てを提供している」と述べている。

## 歴史
15世紀から、中国人、朝鮮人、その他の東アジア人の滞在客が日本の売春宿にしばしば訪れていた。
この慣習は後に、「西洋」からの訪問者（主に南アジア人「ラスカー」と共に来るヨーロッパの商人）の間でも続いた。これは、16世紀にポルトガルの船が日本に到着した時から始まった。この時、地方の日本人は、ポルトガル人が天竺から来た人々であり、キリスト教は新たな「インドの教義」であると推測した。これらの誤った思い込みは、ポルトガル東インド会社の拠点がインドのゴア州にあり、ポルトガル船の乗組員の大部分がインド人キリスト教徒であったためである。ポルトガル人の訪問者および南アジア人、アフリカ人乗組員は、しばしば日本の奴隷制度に従事していた。日本で、彼らは若い日本の女性や少女を買ったり攫ったり（略取・誘拐）したりして、ポルトガル船における性奴隷として使用したり、マカオやその他の東南アジアやアメリカ大陸、インドのポルトガル植民地に連れていったりした。これらの地域では、日本人奴隷とゴア州の商人のコミュニティーが17世紀初頭まで存在した。後にオランダやイギリスを含むヨーロッパの東インド会社が日本に訪問あるいは滞在する間に売買春に関与した。

### 江戸時代

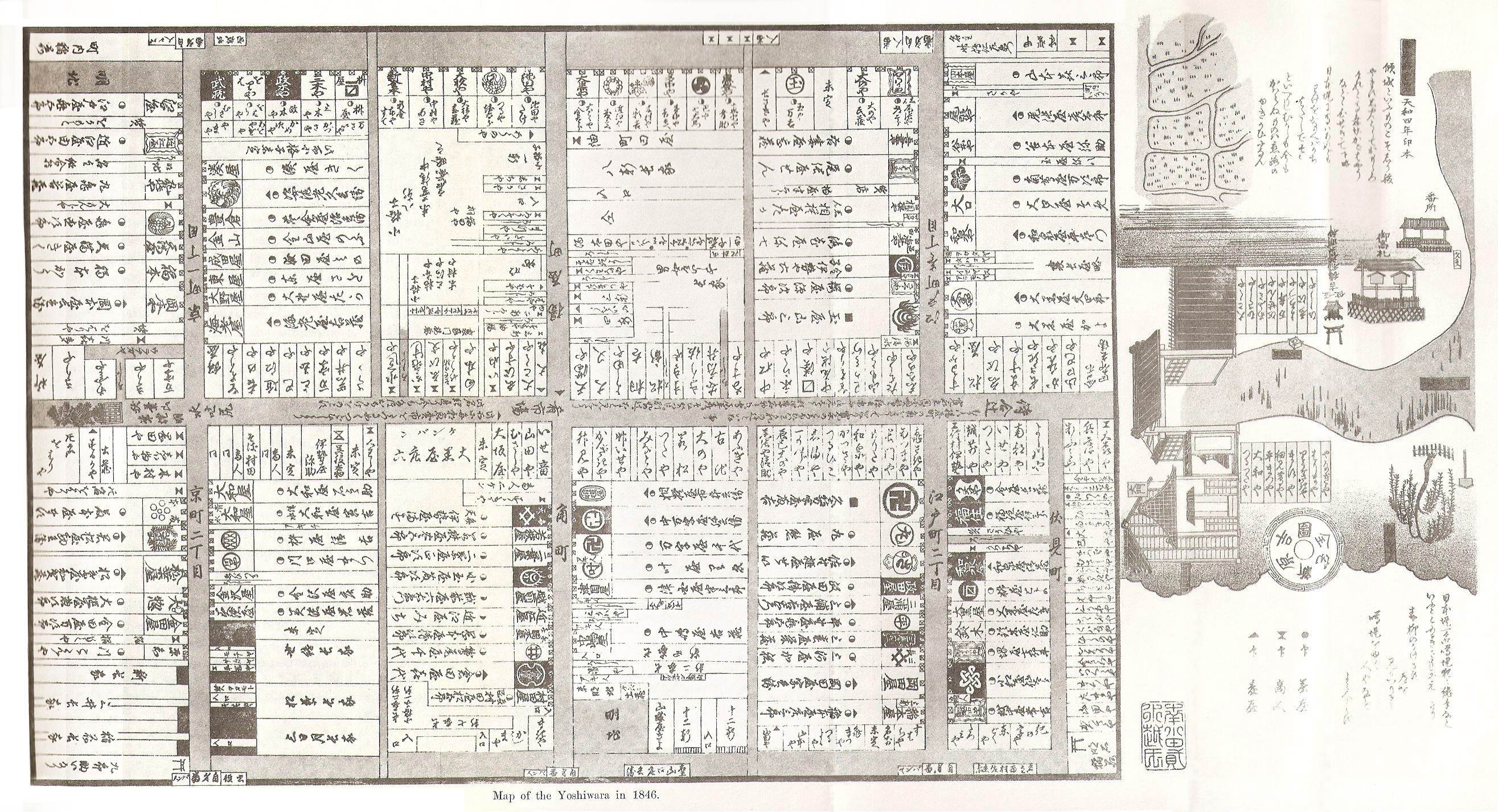
1846年の吉原の地図

1617年、江戸幕府は売買春を遊廓として知られる都市のはずれの特定の地域に制限する命令を出した。最も有名な遊廓は江戸（現在の東京）の吉原、大坂の新町、京都の嶋原である。
売春婦や高級売春婦は遊女として許可され、花魁、太夫を頂点とする複雑なヒエラルキーに基づいて順位付けされた。この地区は囲いに覆われ、課税および出入管理のために保護された。浪人は死に瀕した親類のもとを訪れる時と、年に一度の花見以外は、遊廓に立ち入ることも遊女を連れ出すことも許されなかった。

### 太平洋戦争前
開国および続く西洋化の波は日本の明治期に一連の変化をもたらした。日本の小説家、樋口一葉は、赤線地区における下層階級の売春婦の監禁や惨めな生活に注目し始めた。1872年、マリア・ルス号事件の結果として、明治政府は部落民、売春婦、その他の奴隷労働の形を解放する新たな法律を作ることとなった。この法律は芸娼妓解放令と名付けられた。1900年、日本政府（内務省）は明治33年内務省令第44号として、売春婦の労働条件を規制する娼妓取締規則を発布した。
1908年、内務省は警察犯処罰令（明治41年内務省令第16号）の下で、私娼による密売淫は罰則をもって禁止とした。

#### 関東州（中国）
関東局（編）の『関東局施政三十年史』（原書房 1974年）によれば、1909年12月、日本政府は中国（当時は清）における日本の租借地である関東州において日本人と中国人女性に対して「娼妓取締規則」により「娼妓（遊女、娼婦）」として管理してきたそれまでの方針を変更し、対外関係を考慮して日本人女性に対してだけは娼妓家業を認めないことにし、芸妓、酌婦が公娼的行為をすることは黙認することにしたため、関東州、満州においては「酌婦」が事実上、日本人娼妓を差す用語となったという。この後、内地（日本本土）や朝鮮において「酌婦」という仕事の名目で女性を「満洲」に連れ出し、実際には「娼妓」と同様の「売春」を強要する詐欺事件がしばしば起こったという。

#### からゆきさん
江戸幕府は島原の乱の頃には、出島や唐人屋敷への出入り資格を制限していたが、丸山遊女は例外として許された。出島へ赴く遊女たちは「紅毛行」、唐人屋敷へ赴く遊女たちは「唐人行」と称された。日本人男性相手の「日本行」の遊女とは明確に区別され、「唐人行」とはこの中国人を相手にする遊女らを指したものである。
江戸時代の頃、長崎の唐人屋敷の近隣にある島原のあたりでは「からゆき」という言葉が生まれ、これが「からゆきさん」の語源となった。島原半島、天草諸島では、島原の乱後に人口が激減したため、幕府は各藩に天草・島原への大規模な農民移住を命じていた。
日本人女性は江戸時代より外国人貿易業者を通じて売春婦として東南アジアなどにいっていたが「からゆきさん」（唐行きさん）は、19世紀後半に東アジア・東南アジアに渡って、娼婦として働いた日本人女性である。数万人単位の数のからゆきさんがいたとされる。
明治の終わりは「からゆきさん」の黄金期であり、海外への航海にいった少女達は「娘子軍」と愛情を込めて呼ばれた。しかしながら、日本の国際化によって物事は変化し始め、程なくして「からゆきさん」は恥ずべきことと見なされた。1910年代および1920年代の間（明治43年～昭和4年）、海外の日本当局者は日本人売春宿を廃止し、日本の名声を保とうと熱心に取り組んだが必ずしも成功しなかった。日本人売春婦の多くは日本に戻ったが、一部は現地に残った。
からゆきさんの主な目的地は中国、香港、フィリピン、ボルネオ、タイ、インドネシアなどである。彼女達はしばしば西洋の軍人および中国人の強い要求があったアジアの西洋諸国植民地に送られた。シベリアや満州（現在の中国東北部）、ハワイ、北米（米国・カリフォルニア）、アフリカ（ザンビア）にまで送られた女性の例も存在する。
朝鮮や中国の港では日本国民にパスポートを要求していなかったことや、「からゆきさん」で稼いだお金が送金されることで日本経済に貢献していることを日本政府が認識していたことから、日本の少女たちは容易に海外で売買されていた。1919年に中国が日本製品をボイコットしたことで、「からゆきさん」からの外貨収入にますます頼るようになった。
明治日本の帝国主義の拡大に日本人娼婦が果たした役割については、学術的にも検討されている。
バイカル湖の東側に位置するロシア極東では、1860年代以降、日本人の遊女や商人がこの地域の日本人コミュニティの大半を占めていた。玄洋社や黒龍会のような日本の国粋主義者たちは、ロシア極東や満州の日本人売春婦たちを「アマゾン軍」と美化して賞賛し、会員として登録した。またウラジオストクやイルクーツク周辺では、日本人娼婦による一定の任務や情報収集が行われていた。
ボルネオ島民、マレーシア人、中国人、日本人、フランス人、アメリカ人、イギリス人など、あらゆる人種の男たちがサンダカンの日本人娼婦たちを訪れた。「おさき」という日本人女性は、日本人、中国人、白人、原住民の男性は人種に関係なく同じような対応がなされ、日本人娼婦の「最も嫌な客」は日本人男性で、中国人男性には「十分に親切」という表現を使い、欧米人男性は2番目に良い客で、原住民男性は最も良い客だと語っている。
アメリカ統治時代、日本とフィリピンの経済関係は飛躍的に拡大し、1929年には日本はアメリカに次ぐフィリピンの最大の貿易相手国となった。経済投資に伴い、商人や庭師、日本人娼婦（からゆきさん）などを中心とした大規模なフィリピンへの移民が行われた。ミンダナオ島のダバオには、当時2万人以上の日本人が住んでいた。
1872年頃から1940年頃まで、オランダ領東インド諸島の売春宿で多数の日本人売春婦（からゆきさん）が働いていた。
1890年から1894年にかけて、シンガポールは村岡伊平治によって日本から人身売買された3,222人の日本人女性を受け入れ、シンガポールやさらなる目的地に人身売買される前に、日本人女性は数ヶ月間、香港で拘束されることになった。日本の役人である佐藤は1889年に、長崎から高田徳次郎が香港経由で5人の女性を人身売買し、「1人をマレー人の床屋に50ポンドで売り、2人を中国人に40ポンドで売り、1人を妾にし、5人を娼婦として働かせていた」と述べている。佐藤は女性たちが「祖国の恥に値するような恥ずかしい生活」をしていたと述べている。
オーストラリア北部にやってきた移民のうち、メラネシア人、東南アジア人、中国人はほとんど男性で、日本人は女性を含む特異な移民集団だった。西豪州や東豪州では、金鉱で働く中国人男性に日本人のからゆきさんがサービスを提供し、北豪州のサトウキビ、真珠、鉱業周辺では、日本人娼婦がカナカ族、マレー人、中国人に性的サービスを提供していた。
日本人娼婦は1887年に初めてオーストラリアに現れ、クイーンズランド州の一部、オーストラリア北部、西部などオーストラリアの植民地フロンティアで売春産業の主要な構成要素となり、大日本帝国の成長はからゆきさんと結びついた。19世紀後半、日本の貧しい農民の島々は、からゆきさんとなった少女たちを太平洋や東南アジアに送り出した。九州の火山性の山地は農業に不向きで、両親は7歳の娘たちを長崎県や熊本県の「肉商人」（ツェゲン）に売り渡したが、5分の4は本人の意志に反して強制的に売買され、5分の1だけが自らの意志で売られていった。
人身売買業者が彼女たちを運んだ船はひどい状況で、船の一部に隠されて窒息死する少女や餓死しそうになる少女もおり、生き残った少女たちは香港、クアラルンプール、シンガポールで娼婦としてのやり方を教えられ、オーストラリアなど他の場所へ送られた。

### 太平洋戦争後

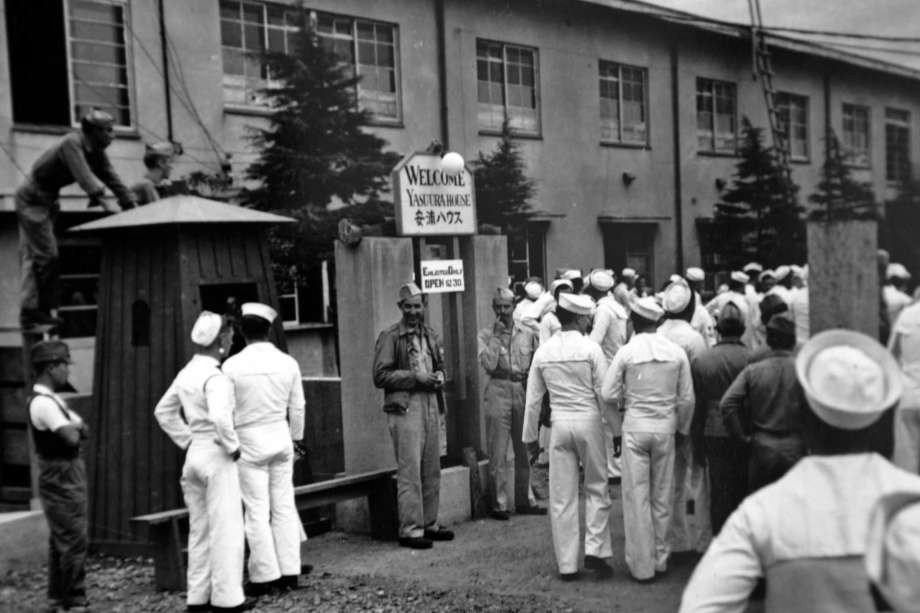
連合国軍占領下の日本における特殊慰安施設協会でのGI。

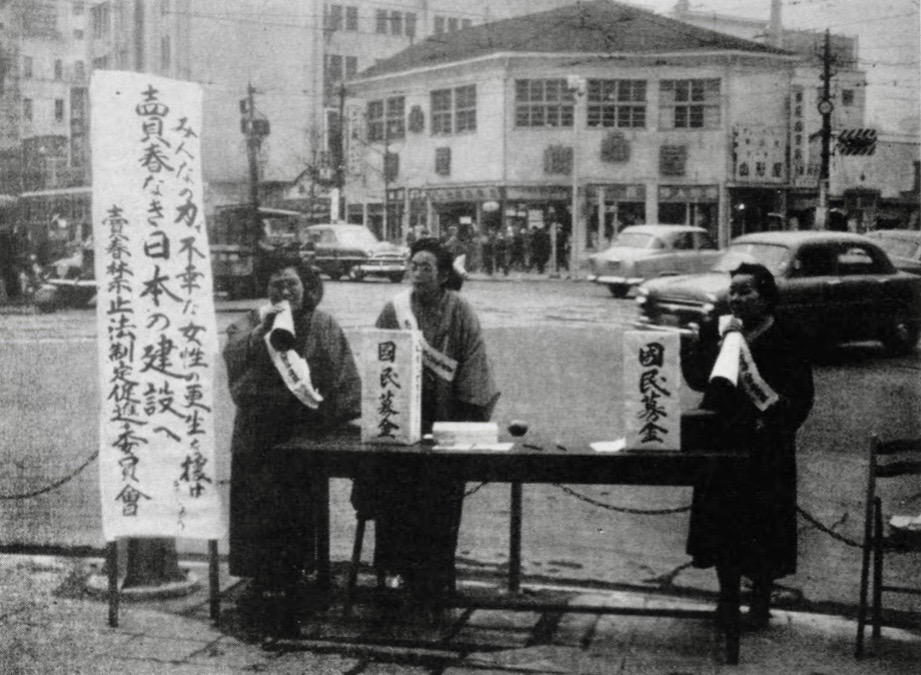
1956年3月、全国地域婦人団体連絡協議会（現・全国女性団体連絡協議会）など33団体が加盟する「売春禁止法制定促進委員会」は売春婦の更生資金獲得のため、街頭募金活動を行った。同年5月21日、売春防止法が国会で成立した。

第二次世界大戦の敗戦直後、日本を占領する連合国軍（GHQ）のための売春宿を組織するため、東久邇宮内閣によって特殊慰安施設協会 (RAA) が設立された。1945年8月19日、内務省は「日本民族」の「純潔」を守るために連合国軍兵士のための売春業を設置するよう地方の役所に命じた。公式の募集では「『昭和のお吉』幾千人かの人柱の上に 狂瀾を阻む防波堤を築き、民族の純血を 百年の彼方に護持培養するとともに 太平洋戦争後社会秩序の根本に 見えざる地下の柱たらんとす。」と述べられている。こういったクラブは内閣審議官の児玉誉士夫と笹川良一によってすぐに設置された。
連合国軍最高司令官 (SCAP) は1946年に（RAAを含む）許可売春制度を廃止した。これによりいわゆる赤線が生まれ、このシステムの下で許可された夜の娯楽施設は、普通のディスコあるいはカフェのふりをして性的サービスを提供した。警察は伝統的に地図に赤い線を引くことでこういった施設の位置を管理していた。その他の地域では、いわゆる「青線」施設が、レストランやバー、その他の管理がきつくない業種のふりをして性的サービスを提供した。東京で最も有名な赤線地区は台東区の吉原および新宿区の新宿二丁目であり、最も有名な青線地区は新宿区の歌舞伎町であった。
1947年、婦女に売淫をさせた者等の処罰に関する勅令（昭和22年勅令第9号）が出され、売春婦として働くために女性を誘ったものが罰せられるようになったが、依然として売春そのものは合法であった。客引き売春婦に対してさらに法的な罰則を課すために、いくつかの法案が議会へ提出されたが、適切な刑罰の程度に関する論争によって可決されなかった。
1956年5月21日、議会は売春防止法（昭和31年法律第118号）を可決し、1958年4月から施行された。売春防止法は、「対償を受け、又は受ける約束で、不特定の相手方と性交すること」を禁じた。これにより「赤線」および「青線」システムは消え、多くの有料性的サービスは警察組織が所管する「性的娯楽」法規（風俗営業法等）の下での存続が許された（例:ソープランド、ファッションヘルス）。

## 宗教

### 神道
神道は性交をタブーとは見なさない。売春は伝統的な明治以前の神道において、巫女によって行われたこともあった。鎌倉時代には巫女を養っていた多くの神社や寺院が破綻し、生活の糧を求めて旅に出る巫女が現れ「歩き巫女」と呼ばれるようになった。巫女は主に宗教的なサービスを提供していたが、売春とも広く関係していた。しかし巫女が売春をする宗教的な理由は知られていない。

### 仏教
性交に関する仏教の教えは極めて保守的である。「中庸の教義を遵守している仏教は極端な禁欲あるいは極端な寛容さのどちらも主張しない」。
世俗的仏教徒に関しては、性交に関する特別なルールはない。

## 売春防止法後の売買春

### 法律
1956年制定の売春防止法の第三条では「何人も、売春をし、又はその相手方となつてはならない。」と記されているが、この行為については、罰則は定められていない。代わりに、人を売春の相手方となるように（公衆に知りえる様な形で）勧誘すること（法5条、法6条）、人に虚偽や困惑させる事態の提示をしたり、親族等の関係性による影響力を利用したり、脅迫又は暴行による強要によって売春をさせること（法7条（脅迫又は暴行による強要に該当する行為は他に刑法223条強要罪にも該当））、他者に売春を行わせた者がその対償の全部又は一部を収受、又は要求し、若しくはそれらの約束をすること（法8条1項）、売春をした者に親族関係による影響力を利用して売春の対償の全部又は一部を要求すること（法8条2項）、売春をさせる目的で財産上の利益を供与すること（法9条）、人に売春をさせることを内容とする契約をすること（法10条）、売春を行う場所を提供すること（法11条）、売春をさせることを業とすること（法12条）、業に要する資金、土地又は建物を提供すること（法13条）、に罰則を定め禁じている[16]。
売春防止法上の売春の定義では、「対償を受け、又は受ける約束で、不特定の相手方と性交すること」とされているため、オーラルセックス、乳房による刺激などの行為や、厳密には「性交」（交尾）とは分類されないアナルセックス（その様な行為は性交類似行為と呼称される）などの多くの性行為を売る営業が合法的であるという解釈が可能となり、文言上・形式上では売春防止法での処罰対象には含まれないものとなっている。この点に関しては、第1条で示されている立法目的に鑑み、性交類似行為も売春防止法に実質的には反するものではないかという意見もある。また、制定当時の立法の成立過程において、「性交類似行為」は第一義的に「男娼行為」（男性の売春者が男性の買春者と肛門性交を行なう売買春）が念頭におかれ、それが除外対象となり、「そもそも客に女性と性交類似行為しかさせない営業が当時存在しなかった」ために、「売春防止法の禁止対象に男女の性交類似行為が含まれなかった」経緯があるとされ、「規制対象から男女の性交類似行為を除外する何らかの根拠があって性交に限定されたのではない」という見解もある。
そして、そうした売春防止法では形式上、処罰対象とはならない男女の性交類似行為の営業がその後に氾濫するようになってきたために、1948年に風俗営業取締法が制定され、1985年と1999年に改正された同法が、これらの性行為を売る商売を規制する方向となった。
なお、アダルトビデオに出演する俳優は、出演料という名目でプロダクションまたはメーカーから金銭を受け取りはするが、セックスをする女優と男優の間で金銭のやりとりはないため、アダルトビデオでのセックスは売春防止法には違反しないとされる。

### 種類

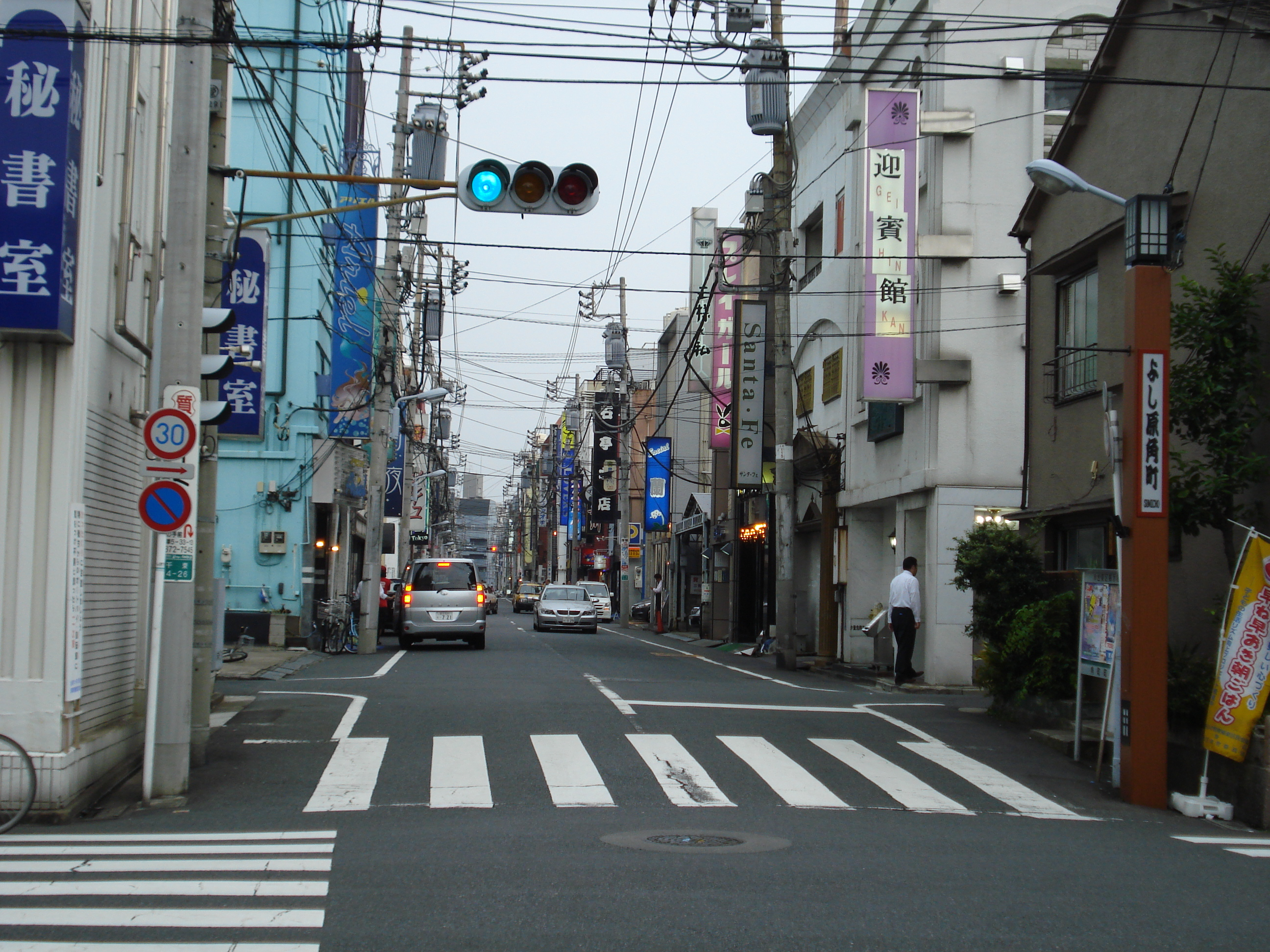
吉原のソープランド街（2008年）

日本の性産業は様々な名称を用いる。ソープランドは、顧客が個人事業主の女性によって、石鹸で洗われるサービスを受ける浴場である。ファッションヘルスおよびピンクサロンは名目上マッサージあるいは審美処理店（エステ）である。イメージクラブはテーマのある同様のマッサージあるいは審美処理店である。コールガールはデリバリーヘルスシステムによって運営されている。フリーで売春を行う者は出会い系サイトによって潜在的な顧客と接触することができ、実際の売春行為は、法律上の問題を避けるための思惑により、「援助交際」等のようにある種の隠語をもって呼ばれるのが一般的である。
東京都新宿区の娯楽・赤線地帯である歌舞伎町の広さはわずか0.34 km2であるが、およそ3千5百の性風俗店、ストリップ劇場、のぞき部屋、ソープランド、ポルノショップ、テレフォンクラブ、カラオケバーおよびクラブ等が存在する。警察庁の記録によれば、2012年に売春防止法違反で検挙された68人の外国人の内、56.4%が中国人、22.8%が韓国人、9.9%がタイ人、7.9%が台湾人であった。中には同時にオーバーステイが発覚することもある。

## 用語
日本では性産業の婉曲表現としていくつかの用語が使用されている。
売春
文字通り「春を売る」あるいは「若さを売る」ことを意味するが、売春防止法といった法律の名称に含まれているように、現在は隠語としての機能はなく、対償を受け性交を行う行為を明確に指す。
水商売
合法、違法、それらの境界を含む全ての娯楽産業を指す幅広い用語である。
風俗
意味は「一般市民の日常生活の特色や世相」であるが、性産業を具体的に指すために一般的に使われる。しかし、法的にはダンスホールや賭博なども示すため、性産業をより明確に表わすために「性風俗」という用語が代わりに使われる。

## 人身売買
国連薬物犯罪事務所(UNODC)の報告書によれば、日本は人身取引の被害者の主要な目的地の一つである。
主に東アジア、東南アジア、東欧、ロシア、ラテンアメリカからの女性、男性、子供が営利目的の性的搾取のために日本へ売買されている。